# Sói đen Florida
Sói đen Florida (Canis lupus floridanus), hay còn gọi là sói đen hoặc sói Florida là một phân loài tuyệt chủng của sói xám đã từng sống ở Florida. Phân loài này đã bị tuyệt chủng vào năm 1908 do sự lấn át môi trường sống và săn bắn Phân loài sói này được công nhận là một phân loài của sói xám trong cơ quan phân loại loài động vật có vú của thế giới (2005).
Tại một vài thời điểm, một số nhà khoa học đã đề xuất rằng sói đen Florida là một phân loài của sói đỏ Bắc Mỹ (loài sói đỏ Bắc Mỹ chủ yếu sống ở Texas) và sói Florida có màu đen do một biến thể của sói đỏ. Một loài sói có lông đỏ (sói đỏ Florida) cũng đã từng cư trú tại Florida, loài này tuyệt chủng vào năm 1921. Một tác giả tin rằng cả hai loài sói, thay vì là phân loài của sói đỏ Bắc Mỹ, thực sự là hai loại sói đồng cỏ, dẫn đến sự thay đổi danh pháp ba phần thành Canis niger niger.